# Lotion

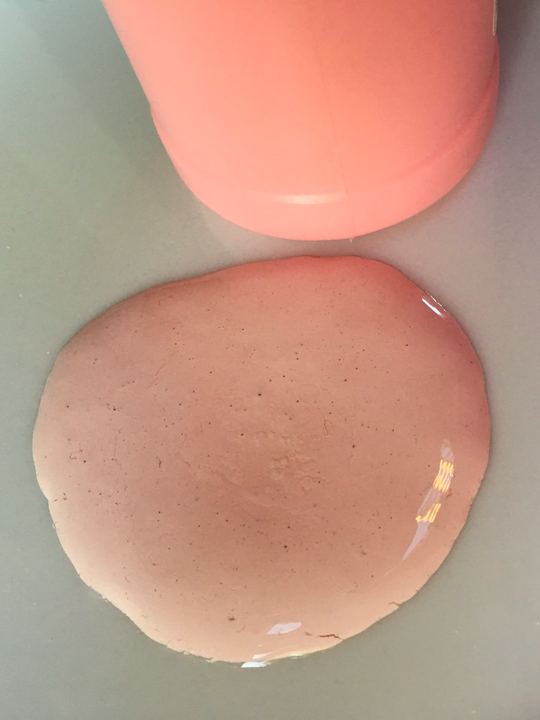
Une flaque de lotion à la calamine, à côté du flacon. La lotion a été bien agitée quelques instants auparavant ; les taches sombres dans la flaque sont des bulles d'air. La calamine est un traitement contre les démangeaisons.

Une lotion est une préparation de soin liquide (suspension aqueuse) que l'on applique sur la peau (voie cutanée) ou les cheveux pour soigner ou entretenir notamment l'épiderme aux endroits irrités ou rasés. On l'applique parfois avec de l'ouate. Il existe également des lotions spéciales pour le cuir chevelu. 